# Pensare Oltre
Pensare oltre è una fondazione culturale con sede a Milano (nome completo: Fondazione Culturale PENSARE oltre), che dal 2010 è subentrata (dapprima sotto forma di ONLUS) alla controversa campagna Perché non accada, avviata nel 2006 per iniziativa di Comitato dei cittadini per i diritti umani, ASVI onlus (Agenzia per lo sviluppo del no profit), Cesvic, e World Dance Alliance, "mantenendone la mission".
Perché non accada era una controversa campagna culturale e sociale che dichiarava come scopo quello di modificare ciò che definiva «la dilagante ed erronea tendenza a identificare arbitrariamente i comportamenti e le difficoltà umane come malattie o disturbi»; la campagna voleva fare informazione sul disturbo da deficit di attenzione/iperattività (ADHD) che, secondo i promotori, era «un esempio di una degenerazione culturale che porta ad accettare come scienza solo ciò che si adegua ai criteri della stessa».
Nel 2009, dei quattro promotori iniziali rimaneva solo CCDU; erano subentrati tra i promotori altri soggetti quali GESEF (Associazione Nazionale Genitori separati dai Figli), Croce Giallo Azzurra (associazione legata a Scientology), Primum Non Nocere Onlus e l'associazione Istituto di Ricerca di Clinica Psicanalitica "Scienza della Parola". Le cinque associazioni avevano pari diritti e doveri, e fra loro fu stato siglato un accordo che stabiliva ogni dettaglio operativo e impediva ogni possibile abuso strategico, ideologico o di "copertura" a favore di qualsivoglia estranea entità politica, religiosa o altro, sia all'interno che all'esterno.

## La campagna Perché non accada
La campagna nasceva con lo scopo di fornire gli strumenti di valutazione affinché ciascuno potesse valutare in modo informato e responsabile se alcuni comportamenti siano o meno malattie e proponeva una visione dell'individuo che esprime un elogio della differenza e anche l'apprezzamento dell'infinita complessità umana.
Perché non accada puntava su un assunto positivo e propositivo sostenendo e promuovendo gli elementi fondamentali della formazione di ogni essere umano e civiltà: arte, cultura, sport e contatto con la natura che costituiscono la vera ricchezza del vivere, in un percorso verso un "Rinascimento dell'infanzia".
Dal testo informativo edito dalla campagna e distribuito in modo massiccio, si evince che la campagna Perché non accada rivendicava:
- contrarietà all’introduzione ed effettuazione nelle scuole italiane di test per effettuare screening di massa sull’ADHD o altre malattie mentali: tali screening erano descritti privi di valore scientifico in quanto realizzato con domande superficiali. Secondo i promotori questi test venivano effettuai in molte scuole italiane.
- migliore controllo e maggiori avvisi agli utenti in relazione a farmaci che presentino gravi rischi per la salute di chi li assume, nonché di essere utilizzati come droghe e spacciati: secondo i promotori, non solo l'ADHD e altri disturbi sarebbero "inventati", ma i farmaci utilizzati per la cura avrebbero l'unico effetto di "drogare" i bambini allo scopo di farli stare calmi.

La campagna Perché non accada ha tra i suoi sostenitori numerose personalità, quali fumettisti, sceneggiatori, cantanti, artisti ed altri personaggi televisivi.

### Le iniziative
Attraverso i progetti editoriali Perché non accada perseguiva lo scopo di informare le persone partecipando ad iniziative come la partecipazione alla manifestazione Lucca Comics and Games (nel 2008 e 2009).
Nel 2006, anno in cui nacque la campagna, sono state distribuite centinaia di migliaia di copie di un opuscolo intitolato «Perché non accada anche in Italia». L'opuscolo è il manifesto della campagna, anch'esso realizzato grazie al lavoro e alla sensibilità dei grandi artisti. Nel 2006 è stato presentato un evento di sensibilizzazione sulla tematica al Teatro alla Scala di Milano e nel 2007 il Gran Galà presso il Teatro dell'Opera di Roma con il patrocinio del Comune di Roma al quale sono intervenuti Giovanni Allevi, Daniela Dessì, Manuel Frattini, Giorgio Gaslini, Mogol, Raffaele Paganini, Pooh, Ron, Luciana Savignano e altri ancora.
Bruno Bozzetto, disegnatore e sceneggiatore, ha realizzato a sostegno dell'iniziativa il video dal titolo Il bello della differenza.
A seguito della campagna nel 2007 il Consiglio Regionale della Regione Piemonte ha approvato all'unanimità la legge n. 21 del 6 novembre: “Norme in materia di uso di sostanze psicotrope su bambini e adolescenti” che tutela i bambini dalla somministrazione di test psicopatologici nelle scuole con conseguenti diagnosi e cure. La stessa legge è stata approvata anche dalla Provincia Autonoma di Trento.
Il 4 dicembre 2009 la campagna Perché non accada ha presentato il libro-fumetto Disturb, realizzato dai disegnatori di Cattivik e lo Zoo Pazzo e con uno scritto inedito di Giorgio Faletti coautore del libro, presso la sede italiana del Parlamento Europeo a Roma nell'ambito della conferenza "Psicofarmaci e minori, tra abuso e disinformazione" nell'ambito della quale sono stati presentati i gravi effetti collaterali relativi all'assunzione di psicofarmaci.
PsiCosa? PsiCome? ...PsiChi? è invece un libro-fumetto realizzato da Guido Silvestri. L'opuscolo è stato criticato sotto diversi aspetti, ad esempio in esso si dà l'impressione che psichiatri e psicologi possano fare una diagnosi sulla sola base di un test, cosa che invece è assolutamente errata (la diagnosi di DSA si fa solo raccogliendo una vasta pluralità di elementi).
Il GESEF ha collaborato, nel 2009, alla mostra del CCDU denominata Psichiatria un viaggio senza ritorno.

### Direzione
Il taglio culturale della campagna e tutti i suoi contenuti erano affidati unicamente alla sua direzione Scientifico-Culturale, che era costituita da 7 membri:
- Giorgio Antonucci, medico, scrittore e psicanalista nonché figura preminente dell'antipsichiatria italiana;
- Regina Biondetti, medico e psicanalista, membro dell'associazione psicanalitica "Il Tempo della Parola" di Venezia;
- Elia Roberto Cestari, medico e scrittore, membro di Scientology, noto anche per aver organizzato e condotto negli anni novanta alcune ispezioni non annunciate nei residui manicomiali italiani[24][25], in qualità di presidente del Comitato dei Cittadini per i Diritti Umani, contribuendo alla loro chiusura;[26][27]
- Claudio Facchinelli, insegnante, preside, giornalista ed esperto di teatro;
- Andrea Pirera, imprenditore e musicista;
- Thomas Szasz, professore di Psichiatria - New York State University, Syracuse, USA - critico della psichiatria e vicino alle posizioni del pensiero antipsichiatrico.
- Giovanni Tagliapietra, psicanalista, cifrematico, presidente dell'associazione "Scienza della parola" di Udine.[28]

## Critiche

### Le polemiche e il legame con Scientology
La campagna Perché non accada è oggetto di polemiche in relazione al timore che essa possa costituire un mezzo per fare proselitismo in favore di Scientology. Tale timore si fonda sul fatto che uno dei cinque membri del Comitato Promotore è il Comitato dei cittadini per i diritti umani e perché tra i promotori è presente anche il Dr. Elia Roberto Cestari, direttore scientifico della campagna, scientologo e presidente del Comitato dei Cittadini per i Diritti Umani, nonché ex membro del comitato scientifico della campagna giù le mani dai bambini. Timori di strumentalizzazioni erano anche stati espressi in seno allo stesso comitato giù le mani dai bambini sia in occasione delle dimissioni di Cestari poco prima che fosse discussa la sua richiesta di espulsione sia quando fu chiesto al comitato di partecipare alla campagna perché non accada.
Il comitato promotore della campagna perché non accada si dissocia ufficialmente da ogni tentativo di strumentalizzare la campagna e in data 24 novembre 2009 ha dichiarato: "Non essendo in grado di controbattere alla argomentazioni scientifiche e culturali della campagna, alcuni cercano di farla apparire in modo distorto, nel tentativo di svilirne i contenuti e l'operato".